# Pen-y-Ghent
Pen-y-Ghent är ett berg i Storbritannien.   Det ligger i grevskapet North Yorkshire och riksdelen England, i den centrala delen av landet, 300 km norr om huvudstaden London. Toppen på Pen-y-Ghent är 694 meter över havet.
Terrängen runt Pen-y-Ghent är huvudsakligen kuperad, men åt sydost är den platt.Runt Pen-y-Ghent är det ganska glesbefolkat, med 47 invånare per kvadratkilometer. Närmaste större samhälle är Settle, 10,3 km sydväst om Pen-y-Ghent. Trakten runt Pen-y-Ghent består i huvudsak av gräsmarker.